# 温柔的爱 (艺术歌曲)
《温柔的爱》(德語："Zärtliche Liebe"，WoO 123）是一首由路德维希·范·贝多芬创作的情歌，写于1795年，首次出版于1803年。贝多芬创作这首歌曲时25岁。这首歌有时还以其首句“我爱你，一如你爱我”表记。

## 历史
尽管贝多芬研究权威亚历山大·塞耶认为这首歌创作于1797年至1798年间，但近来的研究显示这部作品可能是在1795年创作的。1795年是贝多芬事业的一个转折点。此时他声名鹊起，作品亦渐受欢迎。他已在维也纳居住两年，并跟随约瑟夫·海顿等作曲家学习。
《温柔的爱》1803年于维也纳首次出版，与其一同出版的还有歌曲《启程》（義大利語："La partenza"，WoO 124）。

## 歌词文本
这首歌的歌词取自德国作家卡尔·弗里德里希·威廉·亥洛希的一首诗。诗中的主人公向爱人倾诉着爱意，并说爱令他们苦乐与共。
| -{Ich liebe dich, so wie du mich, am Abend und am Morgen, noch war kein Tag, wo du und ich nicht teilten unsre Sorgen. Auch waren sie für dich und mich geteilt leicht zu ertragen; du tröstetest im Kummer mich, ich weint in deine Klagen. Drum Gottes Segen über dir, du, meines Lebens Freude. Gott schütze dich, erhalt dich mir, schütz und erhalt uns beide.}- | 我爱你，正如你爱我， 在黑夜與清晨， 尚未有一日，你和我 不分擔我倆憂慮。 你我的愁苦， 也因分擔而減輕； 你安慰憂傷中的我， 我也為你的痛苦而哭泣。 因此上帝賜福給你， 你，我生命的喜乐。 神庇佑你，常伴我左右， 也保佑我们長相厮守。 |